# Cristina Sossi
Cristina Sossi (* 21. Mai 1971 in Mantua) ist eine ehemalige italienische Schwimmerin. Sie erkämpfte bei Europameisterschaften zwei Bronzemedaillen. Bei Mittelmeerspielen erschwamm sie zwei Goldmedaillen.

## Sportliche Karriere
Cristina Sossi gewann 1991 die italienischen Meistertitel über 400 Meter und 800 Meter Freistil.
Bei den Europameisterschaften 1989 in Bonn gab es über 800 Meter Freistil einen Doppelsieg für die Schwimmerinnen aus der DDR: Anke Möhring siegte vor Astrid Strauß. 0,35 Sekunden hinter Strauß erreichte die Norwegerin Irene Dalby als Dritte das Ziel. Cristina Sossi schlug 0,33 Sekunden hinter der Norwegerin an, Fünfte wurde ihre Landsfrau Manuela Melchiorri.
1991 bei den Mittelmeerspielen in Athen siegte Sossi über 400 Meter Freistil mit neun Sekunden Vorsprung vor ihrer Landsfrau Tanya Vannini. Über 800 Meter Freistil erreichte sie das Ziel fünf Sekunden vor Manuela Melchiorri, die drittplatzierte Spanierin Anna Vinals lag weitere 19 Sekunden zurück. Einen Monat nach den Mittelmeerspielen fanden ebenfalls in Athen die Europameisterschaften statt. Fünfeinhalb Sekunden hinter den Medaillengewinnerinnen erkämpfte die 4-mal-200-Meter-Freistilstaffel mit Manuela Melchiorri, Cecilia Vianini, Tanya Vannini und Cristina Sossi den vierten Platz mit einer Hundertstelsekunde Vorsprung auf die Rumäninnen. Über 400 Meter Freistil siegte Irene Dalby mit 0,7 Sekunden Vorsprung vor der Rumänin Beatrice Coadă, zwei Hundertstelsekunden dahinter schlug Sossi als Dritte an. Auf der 800-Meter-Strecke gewann Irene Dalby vor der Deutschen Jana Henke. Anderthalb Sekunden nach Henke wurde Sossi Dritte mit neun Sekunden Vorsprung vor Melchiorri.
Sossi nahm noch 1996 am Schwimm-Weltcup teil, konnte sich aber nie für die Teilnahme an Olympischen Spielen qualifizieren.